# Miguel López (músico)
Miguel López (Villarroya de la Sierra, (Zaragoza), 1669 - ibídem, 1723) fue un músico de la escuela polifónica y barroca aragonesa.
Monje benedictino, estudió teología en Salamanca. Fue maestro de capilla y organista en el Monasterio de Montserrat, en Madrid y Valladolid.
Eminente musicólogo, escribió dos tratados sobre teoría musical hoy perdidos, cuyos títulos eran Exagoga ad musicam y Miscelánea música. Un tercer códice autógrafo conservado (manuscrito 37 de la Biblioteca del Orfeón Catalán) contiene sus composiciones. También se conservan villancicos suyos en Madrid y Valencia y obras para órgano en Montserrat.
Su estilo supone la transición entre la gran escuela de polifonía vocal aragonesa y el inicio del barroco musical. Al parecer fue el primer maestro de capilla que usó en Montserrat una orquesta que armonizaba con la capilla de cantores, pero con independencia de ella y que, en los tiempos muertos, ejecutaba oberturas, interludios y finales.
Compuso también para orquesta sola, destacando su utilización de la sección de viento-metal (clarines, chirimías, sacabuches, serpentón), en conjunción con uno o dos órganos y la cuerda, compuesta por los recién introducidos violines y un violón como bajo continuo.
Además de una edición de su obra para teclado editada en Montserrat, su obra completa fue colegida por D. Pujol, «Opera omnia de Miguel López», en Mestres de l’escolanía de Montserrat. Obres Musicals dels monjos del monestir de Montserrat. 1500-1800, 1965, Montserrat. tomo VI. Su obra teórica está recogida en A. Martín Moreno, El padre Feijoo y las ideologías musicales en el XVIII español, Orense, 1976, pág. 365.

## Discografía
- Escolanía y Capilla de Música de Montserrat y Orquesta de Cámara de Cataluña dirigidas por Ireneu Segarra, Obras de Miguel López («Canción a la santa imagen de Montserrat (1702)», «Villancicos a la Natividad de Nuestra Señora (1717)», «Alma redemptoris mater», «Salve Regina», y «Regina coeli»), Vergara (Ariola, 14.008). Comentario de Gregori Estrada.